# Empalme Cocule
Cocule (también conocido como Empalme Cocule) era un edificio de cambio de vía ubicada en la comuna chilena de Río Bueno de la Región de Los Ríos, que es parte de la Línea Troncal Sur. 

## Historia
Con la construcción del ferrocarril Valdivia-Victoria-Osorno y su inauguración en noviembre de 1899 y posterior unión a la Red Sur en 1906 comienzan planes de unión con Lago Ranco. Para 1925 comenzaron los planes de construcción de un ramal hacia el este desde el longitudinal. En 1937 el ferrocarril es finalizado, y Cocule es construido como un edificio para facilitar las maniobras de cambio de vía.
Durante la década de 1960 la estación prestó servicios de pasajeros. 
Actualmente el edificio se encuentra en pie.